# Expoziția artiștilor în viață din anul 1881
Expoziția artiștilor în viață din anul 1881 a fost a șasea manifestare artistică care s-a inaugurat ulterior înființării din anul 1864 a Școlii de Arte Frumoase din București, ai cărei fondatori au fost Theodor Aman și Gheorghe Tattarescu. Expoziția a făcut parte dintr-un lung șir de astfel de evenimente artistice care s-au derulat în ultimele patru decenii ale secolului al XIX-lea, ele fiind organizate de Ministerul Cultelor și Instrucțiunii Publice în parteneriat cu Școala de Arte Frumoase. Evenimentul a avut loc în sălile complexului de pe lângă Biserica Stavropoleos din București în luna mai a anului 1881. Ea a fost inaugurată în ziua de 9 mai, cu o zi înainte de deschiderea oficială a ceremoniilor organizate cu prilejul încoronării ca rege al României a lui Carol I.

## Istoria manifestării expoziționale
O dată cu revenirea în deceniul al șaselea al secolului al XIX-lea de la studiile pe care le făcuseră în străinătate a lui Gheorghe Panaiteanu-Bardasare și Gheorghe Năstăseanu în Moldova și Theodor Aman și Gheorghe Tattarescu în Muntenia, s-a produs în România o adevărată efervescență artistică. Tineri progresiști și entuziaști, aceștia au contribuit la închegarea mișcării artistice pe plan local și mai apoi la nivel național.

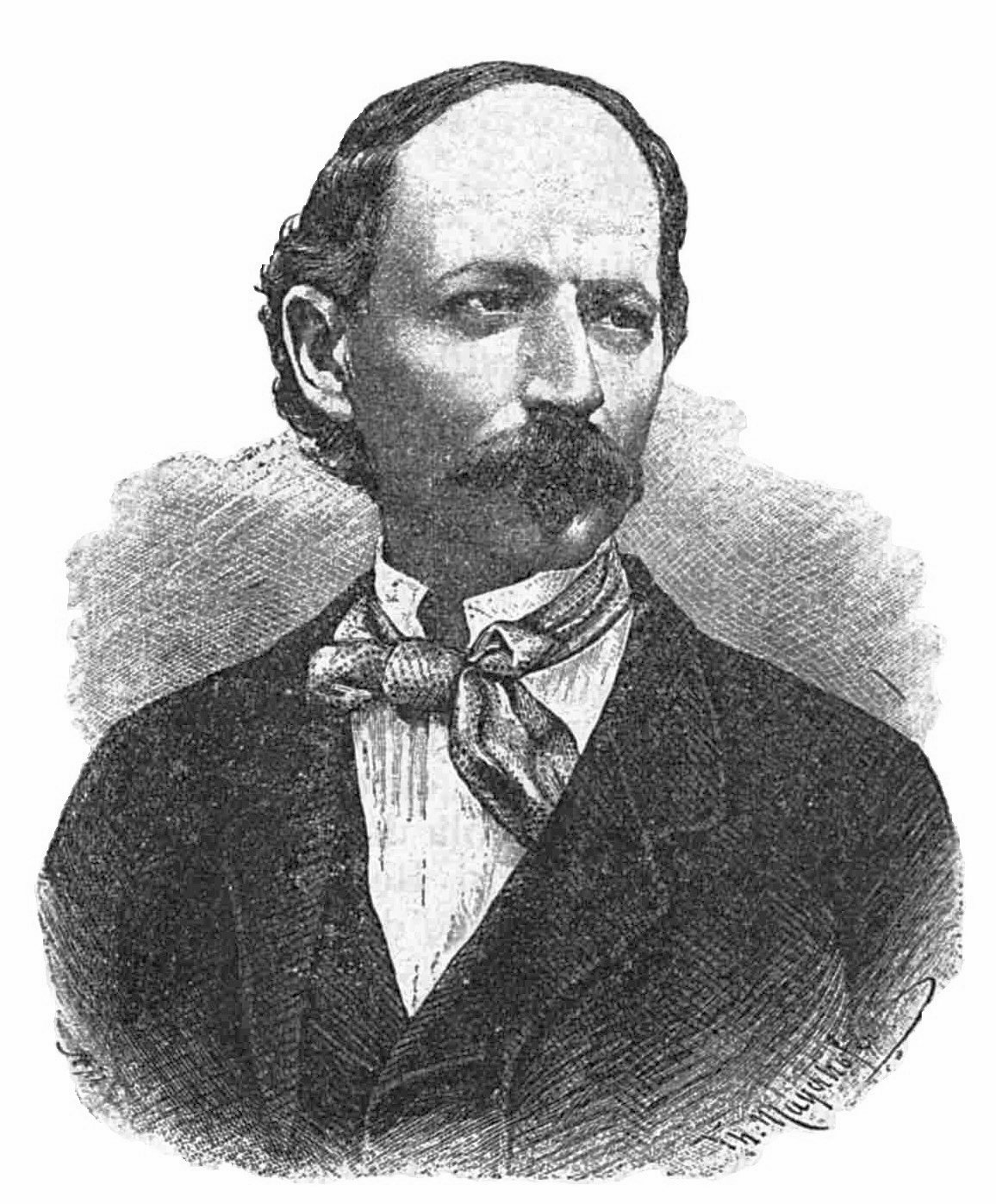
D. Bolintineanu

Pe de altă parte, primii au fost fondatorii Școlii de Arte Frumoase din Iași din data de 26 octombrie 1860 și ultimii, fondatorii Școlii de Arte Frumoase din București din data de 5 octombrie 1864. Ei au fost pionierii învățământului de specialitate și au fost organizatorii primei Pinacoteci din Iași și din București. Toți patru au contribuit într-un mod capital la cizelarea gustului publicului precum și la diversificarea genurilor plastice prin intermediul Expoziției artiștilor în viață, ai căror promotori au fost.
La sfârșitul anului 1863, Dimitrie Bolintineanu aflat în acel moment deținător al portofoliului Cultelor și Instrucțiunii Publice, a venit cu ideea de a da un imbold mișcării artistice românești. Ideea urmărea două scopuri principale. Primul era obișnuirea publicului cu manifestările artistice și al doilea era dorința de a achiziționa lucrări pentru Galeria de Tablouri. Ca urmare în anul 1864 s-a ținut o expoziție pentru testarea publicului pentru arte și în același an s-a făcut primul Regulament al Expoziției artiștilor în viață. Acesta a fost promulgat în 4 decembrie 1864 de domnitorul Alexandru Ioan I și în 13/25 decembrie 1864 a fost publicat în Monitorul Oficial. Conform Regulamentului, Expozițiile artiștilor în viață urmau să se țină anual, alternativ la București și Iași. Această prevedere din regulament nu a fost respectată niciodată, singura oară când s-a încercat să se facă la Iași - în anul 1866, epoziția nu s-a organizat din diverse motive. Regulamentul din 1864 a fost amendat de trei ori cu modificări: în anul 1868, în anul 1881 și 1894.
Prima Expoziție a artiștilor în viață a avut loc în anul 1865 la București. Expoziția din anul 1866 de la Iași a fost una eșuată. A doua Expoziție a avut loc în anul 1868 la București. În anul 1869 a avut loc în sălile Academiei (Universitate) de la București o expoziție domnească, prin care Carol I și-a prezentat propria colecție de artă, iar în anul 1870 a avut loc tot la București a treia Expoziție a artiștilor în viață. După eșecul discuțiilor pentru organizarea unei expoziții în anul 1871 la Iași s-a organizat în anul 1872 cea de a patra expoziție la Palatul Academiei din București (clădirea Universității de astăzi)., iar în anul 1874 a fost deschisă cea de a cincea manifestare la Pinacoteca din București.

## Demersuri organizatorice
În anul 1881 România s-a ridicat la rangul de regat prin încoronarea principelui Carol I ca rege. Cu această ocazie s-au organizat manifestări publice, toate culminând cu solemnitatea încoronării care s-a petrecut în Sala Tronului de la Palatul Regal din București. Pe lângă ceremonia încoronării, defilările manifestanților și trecerea în revistă a trupelor Garnizoanei din București, care s-au derulat pe parcursul mai multor zile, din 10 mai până pe 13 mai 1881, autoritățile române au dorit deschiderea și a unui eveniment artistic de amploare. În acest an s-a reluat șirul de evenimente expoziționale ale Expoziției artiștilor în viață care au stagnat la nivelul anului 1874.
După cum s-a văzut la cele cinci evenimente precedente, de fiecare dată s-au iscat fel și fel de dispute între artiști și organizatori cu privire la aranjarea lucrărilor pe simeze. Pentru aplanarea diferendelor, de această dată s-a hotărât ca expoziția să aibă loc într-un loc generos ca spații de expunere, în incinta bisericii Stavropoleus. Mai multe chilii au fost rezervate și transformate pentru a se atinge, profesional vorbind, dezideratul dorit. Din spusele istoricului de artă Adrian-Silvan Ionescu, se pare că interiorul unde a avut loc evenimentul era unitar și bine iluminat și spațios, având pereții bine zugrăviți într-o culoare neutră, ideală pentru evidențierea lucrărilor ce au fost prezente pe simeze.
La începutul anului 1881, a fost dat publicității un regulament nou al Expoziției artiștilor în viață, în care s-a ținut seama de unele nemulțumiri ale unor artiști și s-au revizuit stipulările privind acordarea premiilor și alte chestiuni legate de componența juriilor. Tot în acest an, Theodor Aman a fost deronat din poziția de președinte al expozițiilor pe care a deținut-o timp de nouă ani de zile. Această hotărâre s-a luat ca urmare a desființării prin noul regulament adoptat a poziției de președinte și instituirea funcției de director al expoziției. Noua poziție a fost acordată profesorului de estetică al Școlii de Belle Arte din București, în persoana lui Constantin I. Stăncescu. Acesta avea experiența expozițiilor anterioare, incluzând aici și pe cele ale Societății Amicilor Bellelor-Arte din anii 1873, 1874 și 1876. Astfel, Constantin I. Stăncescu a devenit pionul principal ca arbitru și coordonator al vieții artistice oficiale pentru o perioadă de optsprezece ani de acum încolo.
Același nou regulament a stipulat că expozițiile trebuiau să se deschidă în ziua de 1 aprilie a fiecărui an, durata evenimentului fiind de două luni. După cum se știe la nivel istoric, data vernisajului nu a putut fi respectată și din cauza artiștilor ce nu și-au depus lucrările în termenele stabilite. Elocventă este situația din anul 1881 când termenul depunerii lucrărilor a fost devansat cu cinci zile, până la data de 20 martie. Ca urmare, presa vremii a anunțat că vernisajul va avea loc 15 aprilie 1881. Pe 16 aprilie s-a anunțat în presă că deschiderea va fi pe 1 mai, dată care a fost din nou depășită. Expoziția s-a deschis cu mare întârziere de abia în ziua de 9 mai, cu o zi înaintea ceremoniei de incoronare a principelui Carol I. Ea putea fi vizitată în fiecare zi între orele 11 și 17. Intrarea era liberă.

## Juriul evenimentului
La începutul lunii mai, presa a anunțat componența juriului care era format din personalități alese de către artiștii participanți, după cum urmează:
- președintele juriului a fost Ion Ghica;
- pentru secțiunea de pictură: Nicolae Grigorescu, Grigore C. Cantacuzino și Constantin I. Stăncescu;
- pentru secțiunea de arhitectură: Alexandru Orăscu și Theodor Foscalina;[15]
- patru academicieni: Dimitrie Sturdza, Titu Maiorescu, V. A. Urechia și Bogdan Petriceicu Hașdeu;
- membrii Comitetului Academic de Belle-Arte: Theodor Aman, Alexandru E. Florescu, Gheorghe Tattarescu și Karl Storck.[16]

## Artiști și lucrări expuse
La acest eveniment expozițional au participat toți artiștii care au dorit să fie prezenți la manifestare. De aceea valoarea lucrărilor a fost inegală, alături de profesioniști fiind și mulți amatori. Au participat urmărorii:
- Secțiunea de pictură:

- Nicolae Grigorescu cu Portretul M.S. Reginei, Țiganca de la Ghergani, Portretul lui Grigore Ghica IV, Portretul lui Atanaside cunoscut și sub numele de Vechilul și Un buchet de flori;
- Sava Henția cu 23 de lucrări dintre care remarcate au fost Intrarea Împăratului Traian la Sarmisegetuza, Târgul Moșilor, Venera și Satirul, Idiotul de la Pantelimon, D-na Davila cu copilul, Călugării de la Cernica și Portretul d-lui Caribolu;
- George Demetrescu Mirea cu Un geniu încoronând bustul principesei Maria și Cavalerul;
- Dimitrie Marinescu cu ilustrațiile la un poem de Dimitrie Bolintineanu intitulat Baba și Mihnea, o natură statică Strugurii;
- Emilia Popovici, elevă la Azilul Elena Doamna, cu 34 de lucrări
- Theodor Aman cu 17 lucrări dintre care presa a amintit de Regimul vechi, Portretul Ecaterinei Petrovici Armis, peisajele Drumul la Burghia și Iarna, naturile statice Gutui, Struguri, Pepene verde și Liliacul;
- Ion Andreescu cu Dimineața la Barbizon;
- Emanoil Panaiteanu-Bardasare cu Vrăjitoarea;
- Mihail Dan cu Portretul lui Mihail Kogălniceanu, Portretul lui Eliade Rădulescu, Doamna lui Neagoe
- Gheoghe Tattarescu cu lucrări cu tematică religioasă dintre care a fost remarcată de presă Maria Magdalena
- Constantin Stahi cu Portretul lui Gheorghe Asachi, Nevasta dorobanțului, Portretul Reginei Elisabeta cu fiica ei defunctă, principesa Maria
- Johann Nepomuk Schönberg cu Episod din bătălia de la Grivița
- artiști minori ca Leon Goldstein, Sângeorge, Zamfira Hasnaș, Adela Jean, C. Grant, francezul Foltzer, germanul Folcker, italienii Gabrini, Alegiani și Ripari, Dora Hitz, Ecaterina Popescu, Henric Trenk , Carol, Cristodor Elena, profesoarele Azilului Elena Doamna - Miss Bowden cu Peisaj la Sinaia, Buchet de flori și Ana Pinel cu Portretul d-nei Davila

- Secțiunea de sculptură:

- Ion Georgescu
- Theodor Foscalina, profesor la Școala orfelinatului din Pantelimon
- Ion Sălceanu
- Ștefan Ionescu-Valbudea
- Karl Storck cu Pietatea română, cunoscută și sub numele de Mama răniților
- Carol Storck cu Bustul doamnei Davila

- Secțiunea de arhitectură:

- Alexandru Săvulescu
- Paul Petric
- Gheorghe Mandrea